# Gołębie (ptaki)
Gołębie (Columbinae) – podrodzina ptaków z rodziny gołębiowatych (Columbidae).

## Zasięg występowania
Podrodzina obejmuje gatunki występujące na całym świecie oprócz Antarktydy.

## Systematyka
Do podrodziny należą następujące plemiona:
- Zenaidini Bonaparte, 1853
- Columbini Leach, 1819